# Scuola nazionale di cinema
La Scuola nazionale di cinema fue la primera escuela de cine italiano, y hoy el establecimiento de un número limitado de cursos que son accesibles a través de una selección por competencias. Junto con la Filmoteca Nacional forma parte del Centro de Cine Experimental aunque originalmente estaba en el negocio antes de la fundación del Centro Experimental, bajo el nombre de "Escuela Nacional de Cinematografía", por algunos años funcionó en el instituto Duca d'Aosta, en medio de Foligno en Roma. De especial importancia es el trabajo de selección y formación de los jóvenes en las distintas disciplinas del arte cinematográfico.